# アップルミント
『アップルミント』は、内田彩の1枚目のオリジナルアルバム。2014年11月12日にZERO-A / 日本コロムビアから発売された。

## 概要
デビューアルバム。リード曲の「アップルミント」は、テレビ東京のアニメ情報番組『アニメマシテ』の11月度オープニングテーマとして起用された。PVとメイキングを収録したBDが付属する初回限定盤、CDのみの通常盤の2バージョンが発売された。
内田が声優を務める『ラブライブ!』のシングル「永遠フレンズ」 (Printemps) が同日に発売されたため、一部の店舗では並べて陳列された。

## チャート成績
2014年11月24日付のオリコン週間ランキングでは初動0.9万枚で週間13位にランクインし、アニメ部門で週間1位を獲得した。また、月間アニメアルバムランキングでも1位を獲得した。

## 収録内容

### CD
1. アップルミント
  - 作詞；中村彼方、作曲・編曲：持田裕輔
2. Breezinʼ
  - 作詞・作曲：俊龍、編曲：東タカゴー
3. Sweet Rain
  - 作詞：渡部紫緒、作曲：宮崎京一、編曲：東タカゴー
4. ONE WAY
  - 作詞：中村彼方、作曲・編曲：坂部剛
5. Growing Going
  - 作詞：rino、作曲：増谷賢、編曲：東タカゴー
6. オレンジ
  - 作詞：仰木日向、作曲：若林タカツグ、編曲：佐藤清喜
7. キックとパンチどっちがいい？
  - 作詞・作曲・編曲：佐々倉有吾
8. Merry Go
  - 作詞：坂井竜二、作曲：柴田尚、編曲：佐藤清善
9. ピンク・マゼンダ
  - 作詞：只野菜摘、作曲・編曲：坂部剛
10. 泣きべそパンダはどこへ行った
  - 作詞・作曲・編曲：佐々倉有吾
11. ドーナツ
  - 作詞：大西洋平、作曲・編曲：ZENTA

### Blu-ray
1. アップルミント (Music Video)
2. Making of アップルミント